# ليف جورج فرديناند بانغ
ليف جورج فرديناند بانغ (بالنرويجية البوكمول: Leif Georg Ferdinand Bang)‏ هو سياسي نرويجي، ولد في 1881. حزبياً، نشط في حزب العمال. وقد انتخب نائب عضو برلمان النرويج ‏.